# Slajd (locja)
Slajd – próg rzeczny, który nie jest pionowy, lecz posiada formę zjeżdżalni. W niektórych przypadkach za slajdami mogą tworzyć się odwoje.